# 福田達夫
福田達夫（日语：／ Fukuda Tatsuo，1967年3月5日—），出生於東京都。日本政治家，自由民主黨2021年10月起擔任自由民主黨的黨4役之總務會長，眾議院議員（4期）。

## 經歷
福田康夫與妻子福田貴代子的兒子。畢業於慶應義塾大學法學部法律學科，之後在美國約翰·霍普金斯大學高級國際關係學研究所從事研究工作。歸國後在三菱商事就職，主要擔當三菱商事的調查部門。
2004年父親福田康夫在第二次小泉內閣擔任內閣官房長官期間，達夫辭掉三菱商事工作開始擔任父親的事務所秘書。2007年福田康夫就任內閣總理大臣，達夫成為總理大臣秘書官，在背後支援父親的政治活動。期間達夫還擔任富士電視台人氣政治電視劇《CHANGE》的監修。
2012年，福田康夫宣布從政界引退。達夫繼承父親的地盤，在群馬縣第4區參加第46屆眾議院議員總選舉，並成功當選，成為福田家族在國會第三代傳人。2021年10月，福田达夫成为日本自民党总务会长，但在安倍晋三遇刺后，福田达夫于2022年8月岸田文雄改组内阁后不再担任自民党总务会长。

## 家族
- 祖父：福田赳夫（第67代內閣總理大臣）
- 父親：福田康夫（第91代內閣總理大臣）

## 外部連結
- 福田達夫官方網站
- 福田達夫Facebook頁面 （页面存档备份，存于）